# Insider
För andra betydelser, se Insider (olika betydelser).
Insider är en person som ingår i en grupp med tillgång till hemligheter, ofta någon som har i avsikt att använda hemligheterna på olovligt sätt. Det kan till exempel vara en infiltratör eller en desertör.
I finansväsen är en insider någon som utnyttjar sin insynsinformation för att göra en affär med värdepapper, till exempel genom att köpa en aktie innan företaget offentliggör en nyhet som får aktien att stiga.